# Thiền viện Trúc Lâm Phương Nam

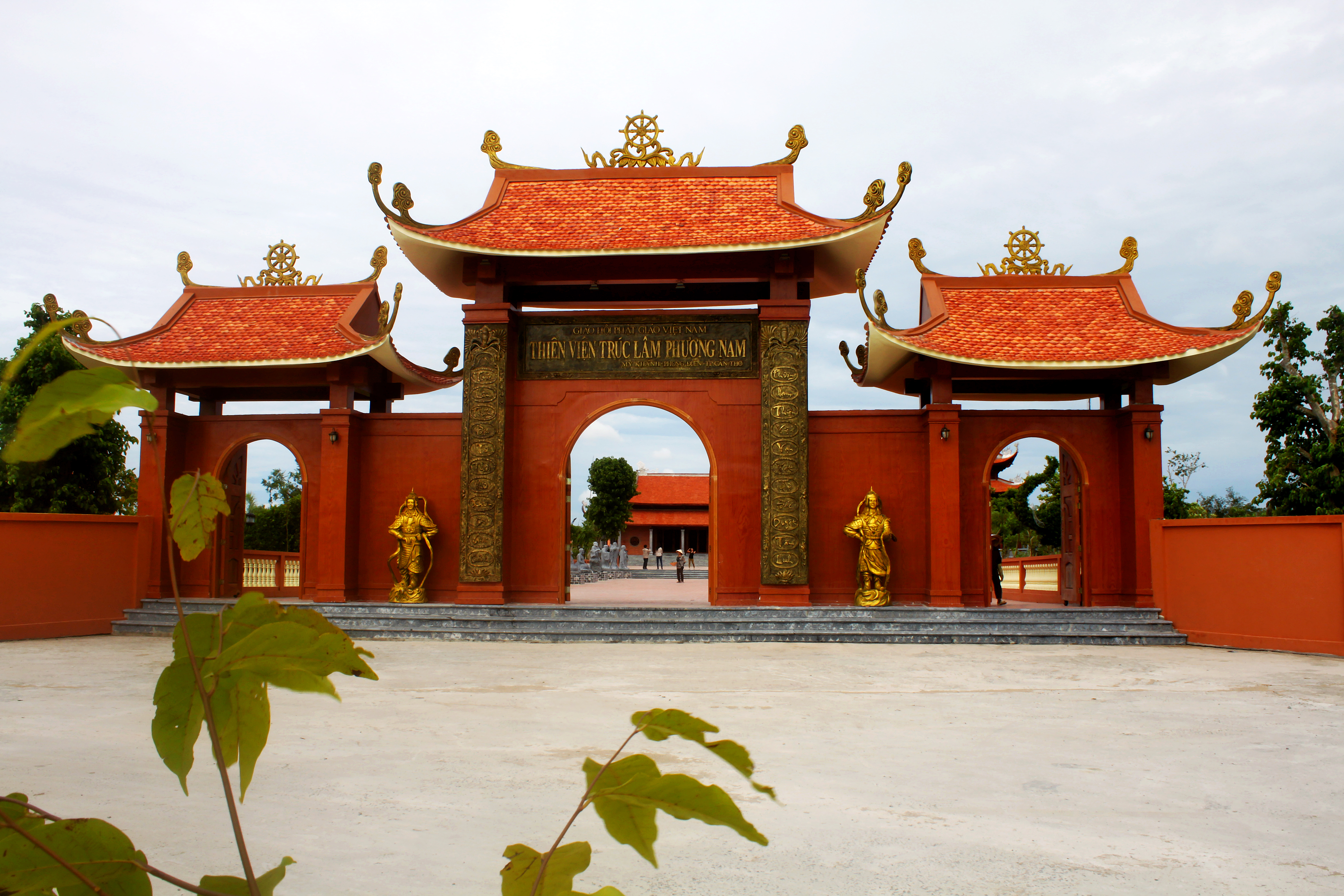
Tam quan Thiền viện Trúc Lâm Phương Nam

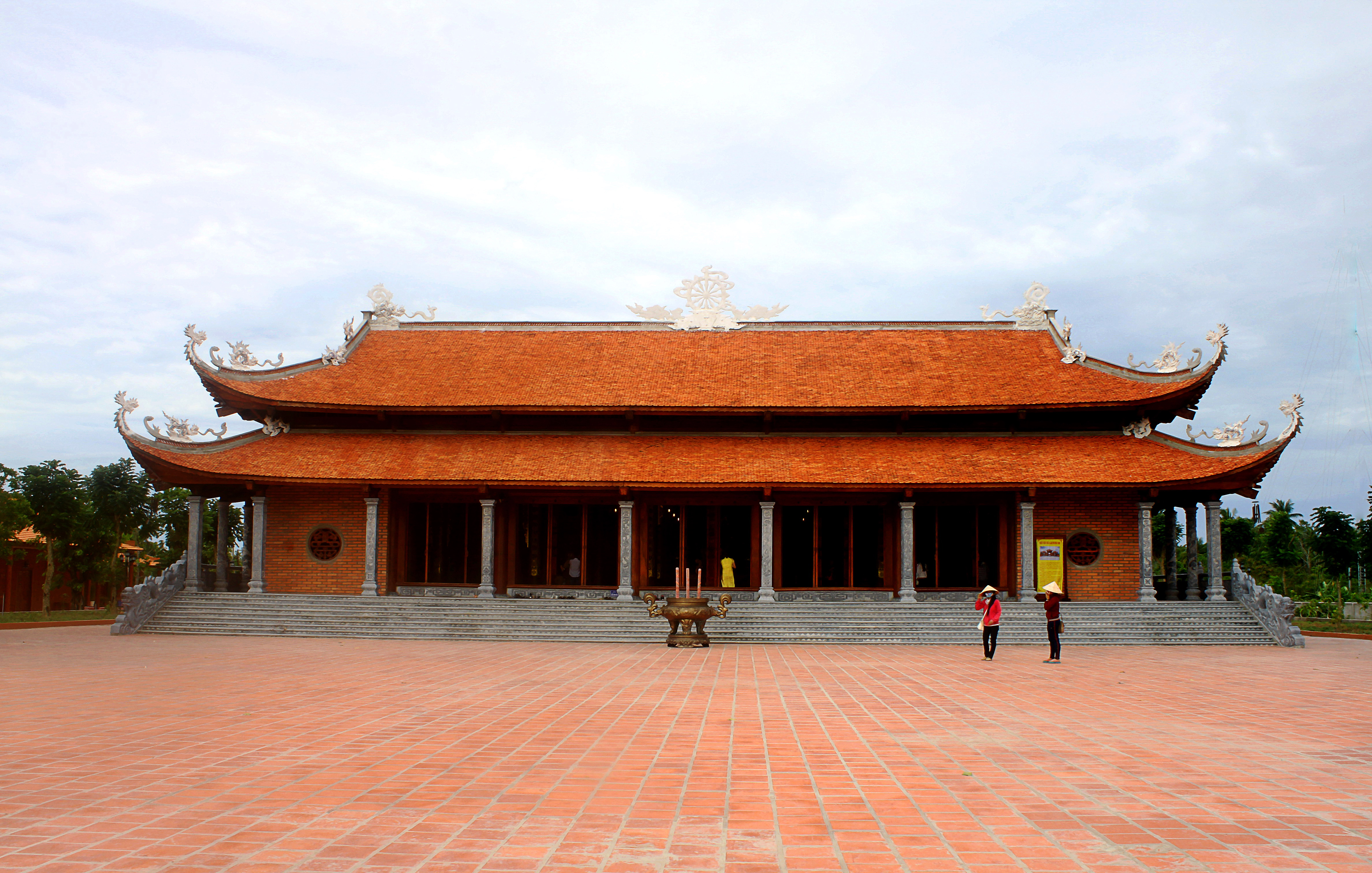
Chánh điện

Thiền viện Trúc Lâm Phương Nam tọa lạc tại ấp Mỹ Nhơn, xã Mỹ Khánh, huyện Phong Điền, thành phố Cần Thơ, Việt Nam. Đây là một thiền viện thuộc hàng lớn nhất ở miền Tây Nam Bộ, tính đến thời điểm năm 2014.
Thiền viện được khởi công xây dựng vào ngày 16 tháng 7 năm 2013 (19 tháng 6 năm Quý Tỵ), trên một diện tích 38.016 m². Sau nhiều tháng thi công, thiền viện đã được khánh thành vào ngày 17 tháng 5 năm 2014 (19 tháng 4 năm Giáp Ngọ)..
Chánh điện lợp ngói tám mái theo theo phong cách nhà Trần. Tổ điện lợp ngói bốn mái theo phong cách nhà Lý. Lầu trống và Gác chuông (đại hồng chung nặng 1,5 tấn) được làm theo kiểu tháp chuông chùa Keo ở tỉnh Thái Bình. Đáng chú ý, phần gỗ trong 4 hạng mục này đều là gỗ lim được nhập từ Nam Phi (tổng cộng khoảng 1.000 khối).
Bên trong chánh điện, ở giữa là tượng Phật Thích Ca bằng đồng nặng 3, 5 tấn, tạc ở tư thế ngồi và tay cầm cành hoa (niêm hoa vi tiếu); hai bên là tượng Bồ tát Phổ Hiền và Bồ tát Văn Thù. Bên trong Tổ điện là tượng Tổ Bồ Đề Đạt Ma và Trúc Lâm Tam Tổ. Ngoài tượng Phật Thích Ca là được đúc bằng đồng, các tượng thờ khác ở đây đều được bằng tạc bằng gỗ du sam đá vôi có tuổi thọ khoảng 800 năm.
Ngoài ra, trong khuôn viên còn có các hạng mục khác như: Quan Âm điện, Di Lặc điện, chùa Một Cột, Giảng đường, Khách đường, Trai đường, Thư viện, phòng Đông y Nam dược, v.v...

## Một vài hình ảnh

Toàn cảnh Thiền viện Trúc Lâm Phương Nam

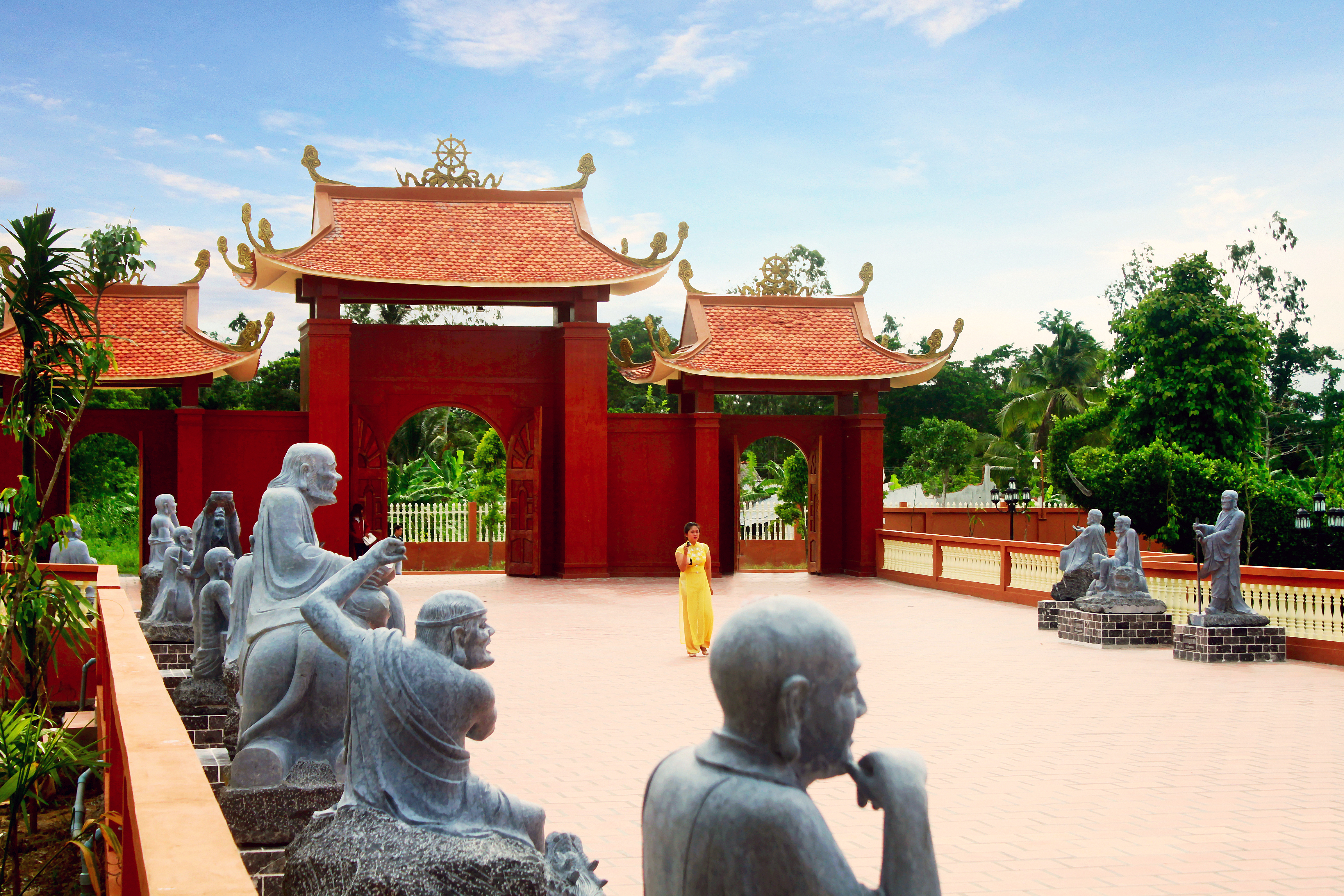
Một số tượng La Hán được đặt bên lối đi chính.
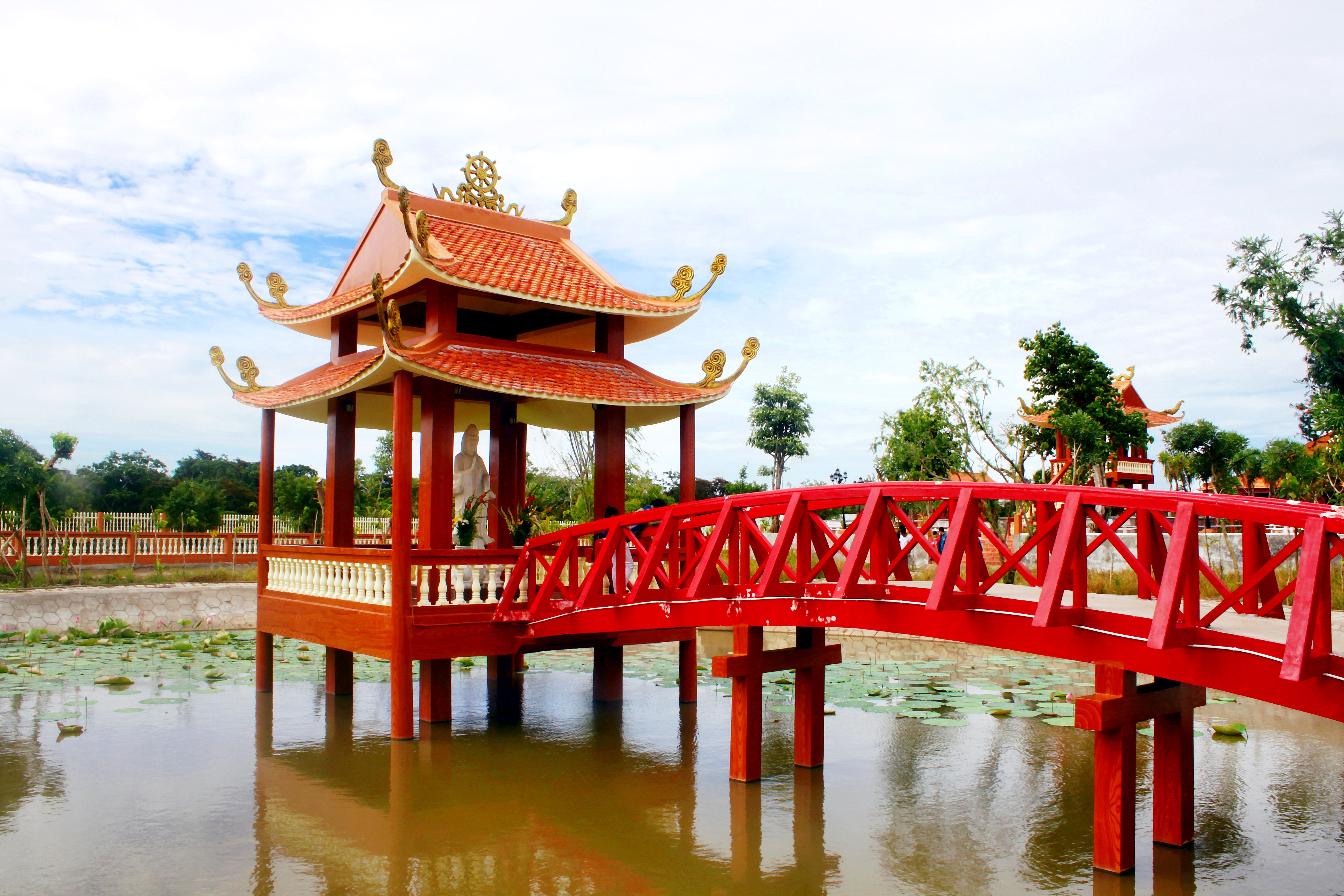
Quan Âm điện.
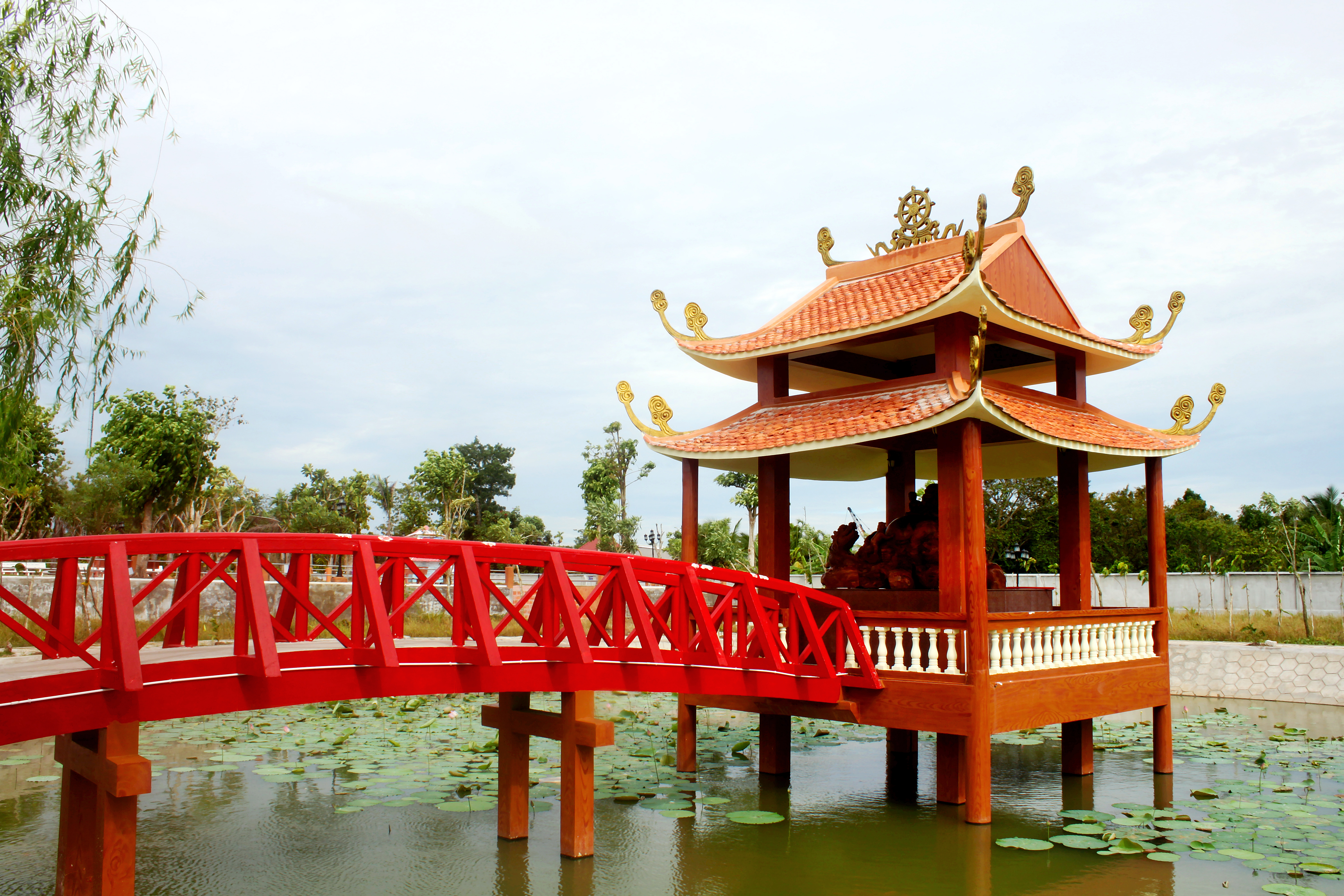
Di Lặc điện.
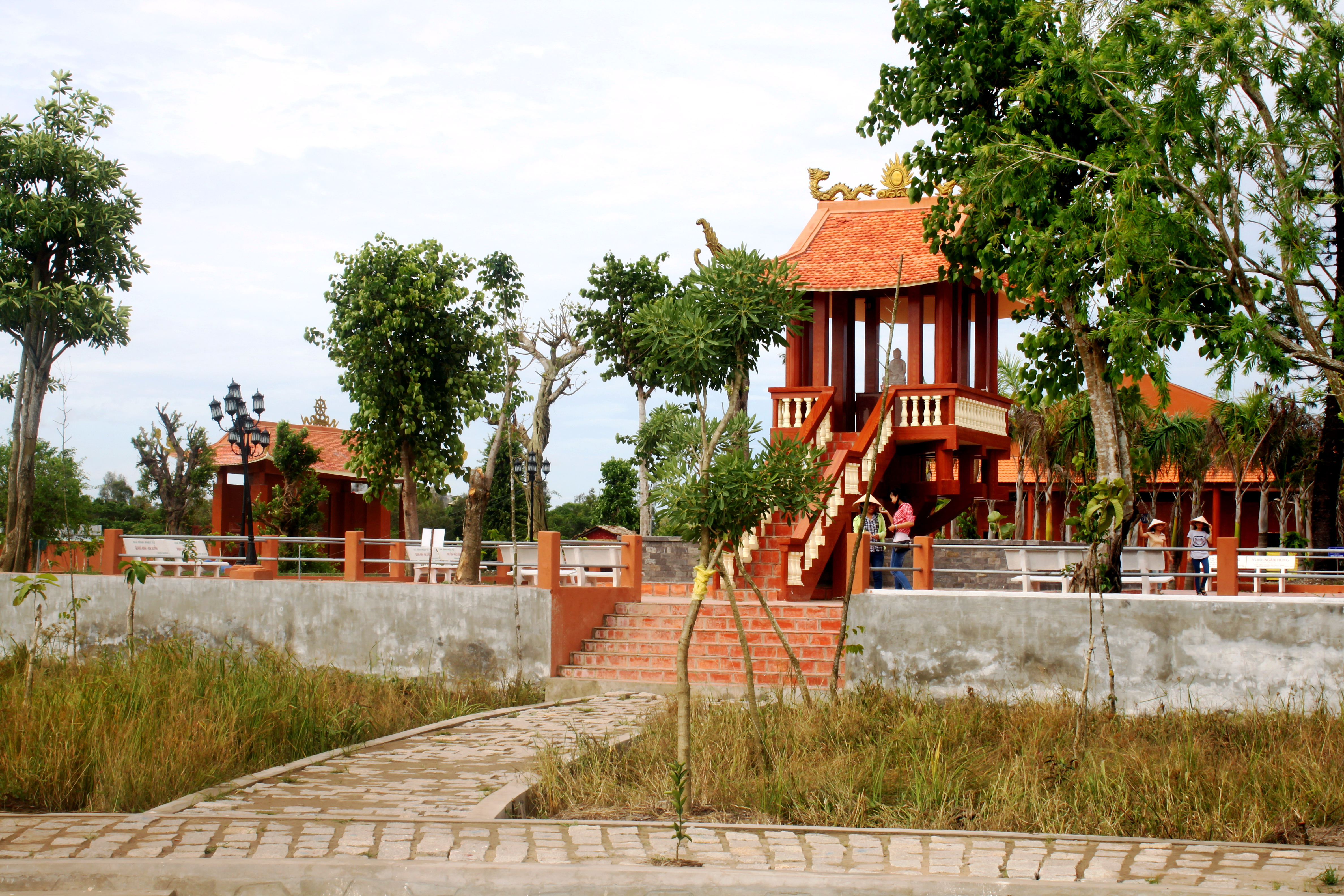
Chùa Một Cột.
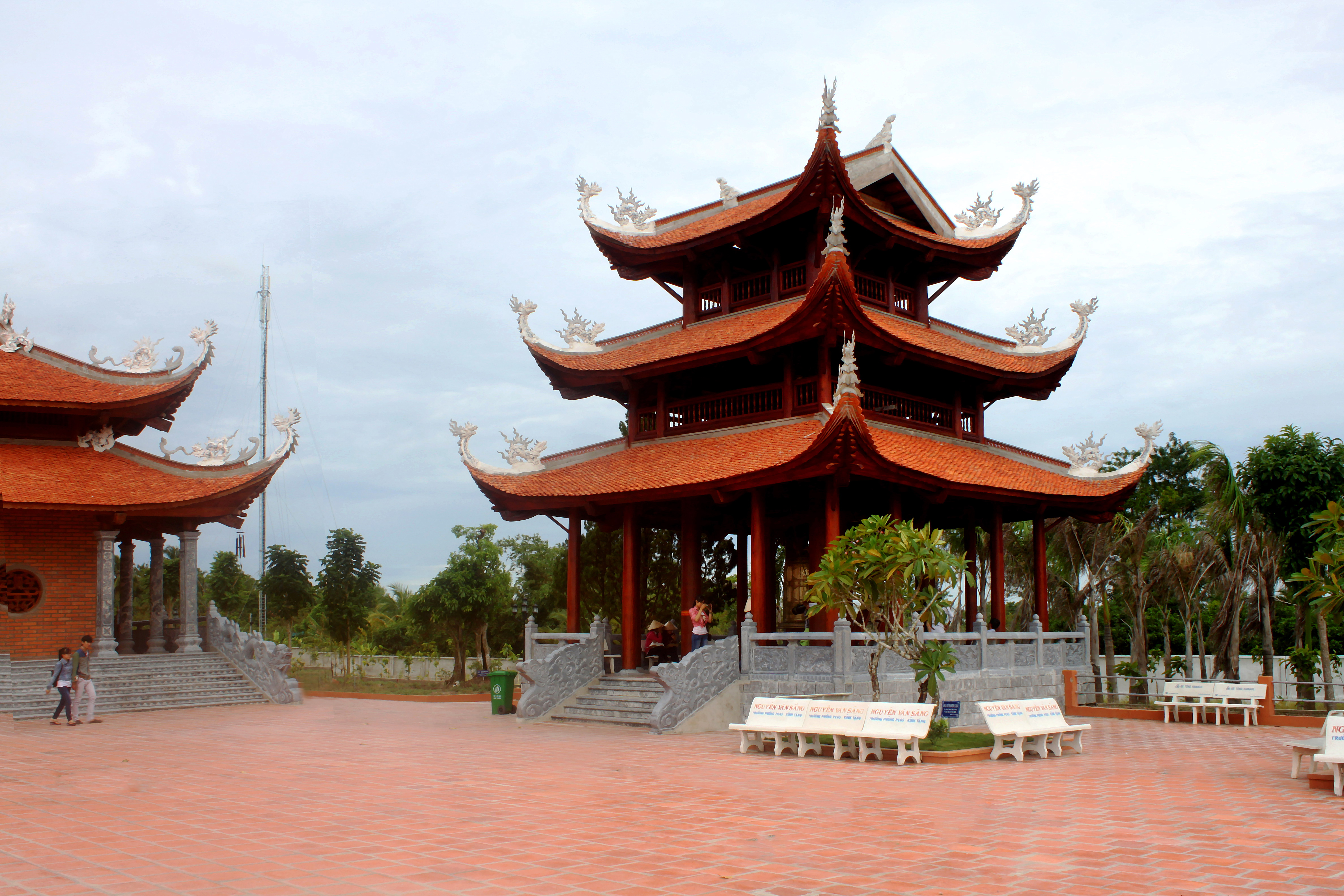
Lầu chuông.
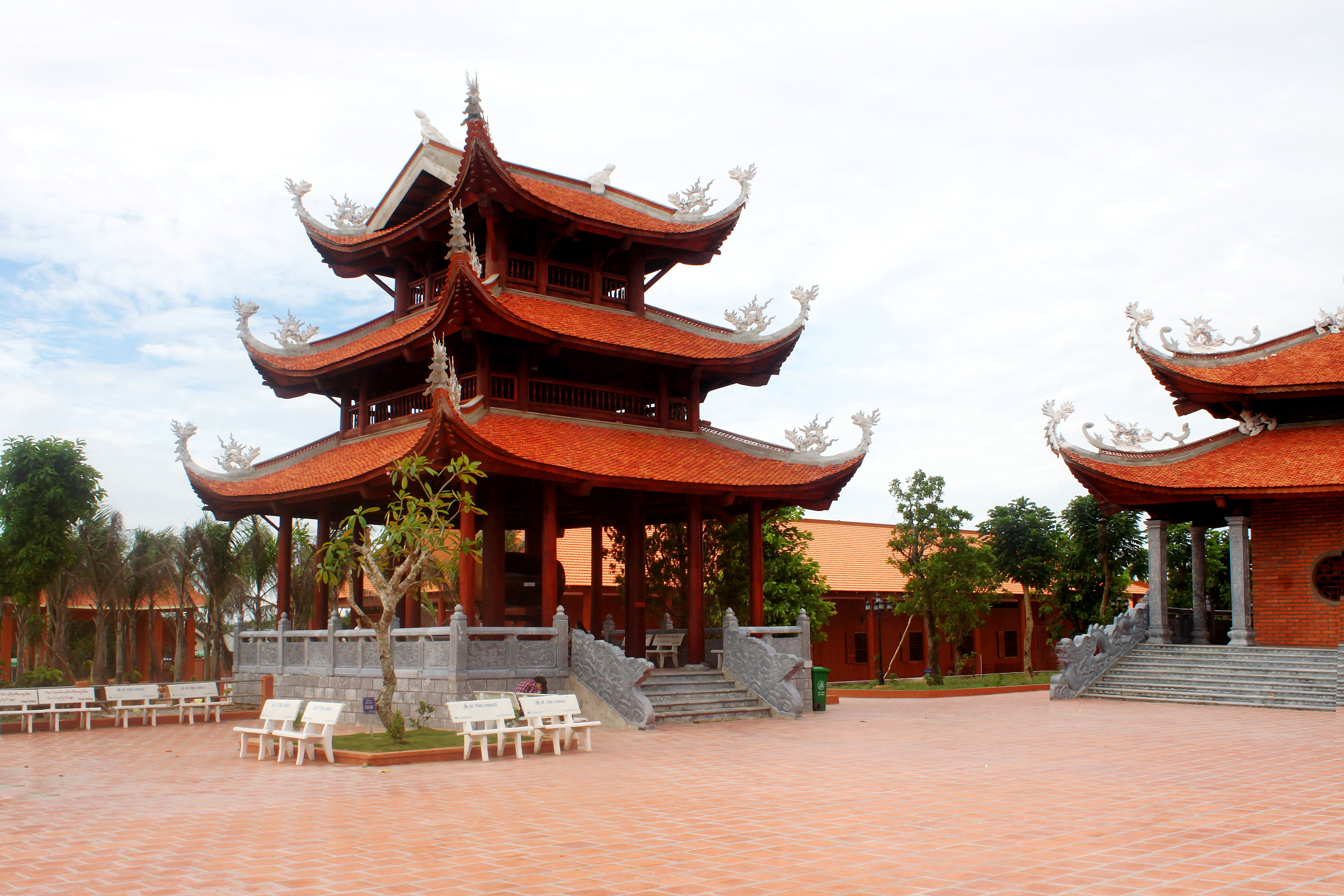
Lầu trống.
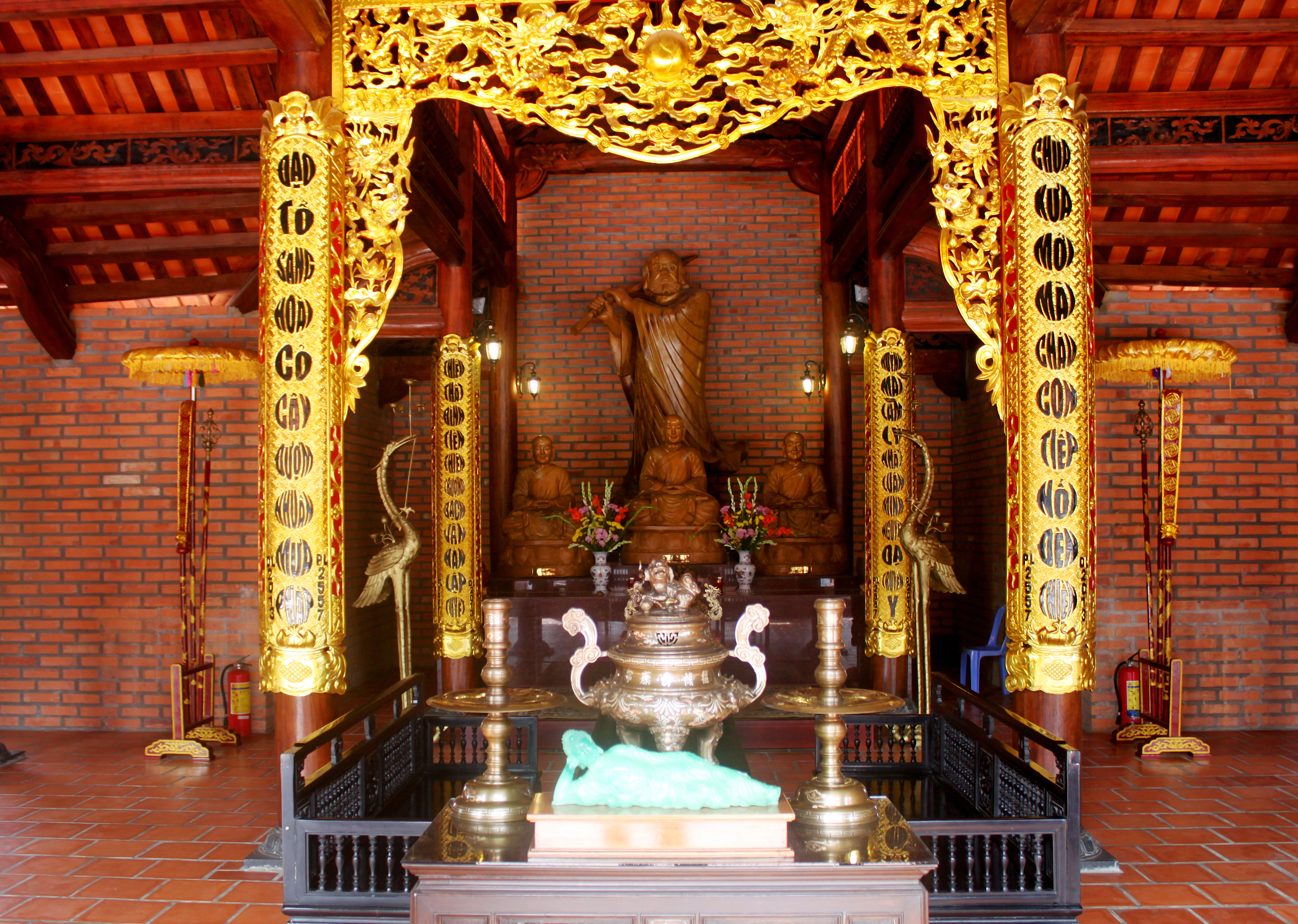
Tượng Bồ Đề Đạt Ma và Trúc Lâm Tam Tổ trong Tổ điện.